# (32976) 1996 VK
1996 في كي (ويعرف أيضًا باسم (32976) 1996 في كي وفق تسمية الكوكب الصغير) (بالإنجليزية: 1996 VK)‏ هو كويكب ضمن حزام الكويكبات؛ وترتيبه 32976 من حيث الاكتشاف.
اكتُشف هذا الجُرم الفلكي بواسطة تاكيشي أوراتا ‏ في 3 نوفمبر 1996.

## وصلات خارجية
- (32976) 1996 VK في قاعدة بيانات مختبر الدفع النفاث لأجرام النظام الشمسي الصغيرة

- الاكتشاف · مخطط المدار ·  العناصر المدارية · المعلمات المادية

- (32976) 1996 VK على موقع ويكي سكاي: DSS2, SDSS, GALEX, IRAS, Hydrogen α, X-Ray, Astrophoto, Sky Map, Articles and images